# 小行星3864
小行星3864（3864 Soren）是一颗围绕太阳公转的小行星。1986年12月6日，波爾·延森在霍尔拜克发现了此天体。
这颗小行星的绝对星等为15.48387228571758等。